# Pure Jerry: Jerry Garcia, John Kahn, Marin Veteran's Memorial Auditorium, San Rafael, February 28, 1986
Pure Jerry: Jerry Garcia, John Kahn, Marin Veteran's Memorial Auditorium, San Rafael, February 28, 1986 est un CD simple retraçant l'intégralité du concert donné par le duo formé par Jerry Garcia et John Kahn au Marin Veteran's Memorial Auditorium de San Rafael le 28 février 1986.

## Musiciens
- Jerry Garcia – Guitare acoustique
- John Kahn – basse acoustique

## Liste des titres
1. Deep Elem Blues (traditional) – 6:16
2. Little Sadie (traditional) – 4:50
3. Friend of the Devil (Jerry Garcia, John Dawson, Robert Hunter) – 6:19
4. When I Paint My Masterpiece (Bob Dylan) – 6:01
5. Spike Driver Blues (Mississippi John Hurt) – 4:57
6. Run for the Roses (Garcia, Hunter) – 4:51
7. Dire Wolf (Garcia, Hunter) – 3:32
8. Jack-a-Roe (traditional) – 4:21
9. Oh Babe, It Ain't No Lie (Elizabeth Cotten) – 5:21
10. Bird Song (Garcia, Hunter) – 11:12
11. Ripple (Garcia, Hunter) – 3:58
12. Goodnight Irene (Huddie Ledbetter) – 7:41